# Демьяновская (Няндомский район)
Демьяновская — деревня в Няндомском районе Архангельской области.

## География
Находится в юго-западной части Архангельской области на расстоянии приблизительно 41 км на север-северо-запад по прямой от административного центра района города Няндома у западного берега озера Ильинское (озеро, расположенное к западу от станции Лельма).

## История
В 1905 году здесь было учтено 17 дворов. Тогда деревня входила в Каргопольский уезд Олонецкой губернии. До 2022 года входила в Шалакушское сельское поселение до его упразднения.

## Население
Численность населения: 94 человека (1905 год), 8 (русские 87 %) в 2002 году, 1 в 2010.